# Gianni Vella
Gianni Vella (Cospicua, 9 maggio 1885 – Buġibba, 3 settembre 1977) è stato un pittore maltese.

## Biografia
Nato a Cospicua da Francesco Vella e Marianna Attard che si erano sposati nel 1885, fin dalla giovanissima età cominciò la sua passione per la pittura infatti ogni volta che andava nella chiesa di San Paolo per assistere alla messa faceva alcuni schizzi. Lo zio Emanuele ammirò il suo talento per la pittura e lo invogliò a frequentare le classi di disegno e pittura e ebbe l'occasione di incontrare il pittore romano Attilio Palombi che in quel periodo si stava occupando dei dipinti della Cattedrale di San Paolo a La Valletta.
Gianni quindi fece esaminare alcuni dipinti al Palombi, che li propose un tirocinio come suo apprendista della durata di tre anni e al termine del tirocinio preparò tutta la documentazione per iscriverlo all'Accademia di belle arti di Roma. Nell'Accademia ebbe come insegnanti il pittore perugino Domenico Bruschi e il romano Mario Spinetti.
Inoltre Vella durante i suoi anni a Roma frequentò anche la sezione romana della British Academy, cominciò a fare le sue prime mostre e gli venne assegnato il primo premio per il suo quadro Villa Borghese sotto la neve durante una mostra alla British Academy. 
Nel 1910 venne premiato dal professor Venturini, direttore della Scuola di Pittura e Disegno di Roma, espone i suoi disegni anche in diverse scuole e per questo viene anche premiato lo stesso anno dal presidente del consiglio Luigi Luzzati e dallo scultore Ettore Ferrari.
Vella dopo la lunga esperienza italiana emigrò in Francia dove venne influenzato dai pittori impressionisti, tornato a Malta su indicazione del suo maestro Palombi finì le decorazioni della chiesa di San Publio a Floriana che sono andati purtroppo perduti durante i bombardamenti italo-tedeschi della Seconda guerra mondiale.
A La Valletta espose le sue opere nella galleria del mecenate inglese Godfrey Chritien situata in Strada Reale odierna Republic Street, Gianni sposò Mary, figlia di Godfrey che usava anche come modella per i suoi quadri.
Nel 1916 si occupò degli affreschi della Cattedrale dell'Assunzione della Vergine Maria a Victoria nell'isola di Gozo.
Inoltre si occupò del bozzetto del monumento alle vittime del Sette giugno agli Hastings Garden che venne scelto nel 1924 dallo scultore russo di origine inglese Boris Edwards come vincitrice.
Gianni Vella continuò comunque la sua opera nelle chiese di Malta e per i suoi affreschi nella Chiesa di Sant'Agostino a La Valletta ricevette gli elogi anche dall'L'Osservatore della Domenica. All'età di 80 anni dipinse due quadri per i Frati Francescani Conventuali della chiesa di Bumarrad a Buġibba, nel 1976 ricevette la medaglia d'oro dalla Società maltese di Arti, Manifatture e Commercio. È morto a Buġibba alla veneranda età di 92 anni.